# Кинтана, Паула
Паула Кинтана (исп. Paula Ximena Quintana Meléndez, 26 июня 1965, Вальпараисо — 6 января 2023, Вальпараисо) — чилийский социолог и государственный деятель, министр планирования (2008—2010). Член городского совета Вальпараисо (2012—2016).
Известна своей борьбой за права женщин, за равноправие разных народов.

## Биография
Паула Кинтана родилась в Вальпараисо 26 июня 1965 года. Она изучала социологию в Чилийском университете в Сантьяго, а позже получила степень магистра в области менеджмента и государственной политики в том же университете.
Занималась коммерческой деятельностью, была директором консалтинговой фирмы «Анализ, планирование и развитие», а также вела научную работу в феминистской организации «Casa de la Mujer» в Вальпараисо, сотрудничала в проекте Молодёжь Вальпараисо в Винья-дель-Мар.
Преподавала социологию, занимала должность профессора, возглавляла программы по связям с общественностью в Университете Вальпараисо. Впоследствии получила докторскую степень по архитектуре и урбанистике в Папском католическом университете Чили, защитив диссертационную работу на тему «Организация пространства прибрежной окраины Вальпараисо: отношения между субъектами города/порта. (2009—2018)», в которой, в частности, проанализировала конфликтные отношения в организационных решениях и производственных отношениях при практической реализации проектов.
Кинтана была членом Левого революционного движения (в 1980-х), затем — Социалистической партии Чили. Она занимала должности заместителя директора Национального совета по культуре и искусству, регионального министерского секретаря национальных активов и главы департамента регионального развития регионального правительства Вальпараисо.
8 января 2008 года получила назначение министром планирования в первом правительстве Мишель Бачелет, ушла в отставку с окончанием полномочий 11 марта 2010 года.
В 2009 году выступила с докладом на 75-й сессии Комитета по ликвидации расовой дискриминации ООН (во Дворце Вильсона в Женеве), в котором подчеркнула, что в 1990 году её страна, Чили, вступила на путь восстановления демократии и уважения прав человека в соответствии принципам естественного достоинства и равенства всех людей и принципу недискриминации. Строительство нового общества, считающего разнообразие культур и самобытность своими достоинствами, является задачей не только государства, но и всего общества в целом, и будет долговременным культурным процессом.
В начале 2012 года она потерпела поражение на первичных выборах кандидата на пост мэра Вальпараисо на муниципальных выборах этого года. Позже она была избрана советником коммуны на срок с 2012 по 2016 годов.
В 2016 году она объявила, что не будет баллотироваться на следующий срок на пост советника, а в октябре того же года вышла из членства в Социалистической партии Чили и решила поддержать кандидата Хорхе Шарпа на пост мэра Вальпараисо, который в конечном итоге и был избран. Вошла в группу разработки планов рисков на территориях после того, как в 2014 году произошёл грандиозный пожар в Вальпараисо.
На сайте Университета Вальпараисо было объявлено о кончине Кинтаны 6 января 2023 года на 58 году жизни от онкологического заболевания, с которым долго боролась.

## Личная жизнь
В 1986 году вышла замуж за Альваро Риффо Рамоса, в браке родилось двое детей: Наталья и Камило. Позже она стала встречаться с Артуро Пересом Верде Рамо, от которого у неё родилась дочь Эмилиана.